# Xanthorhoe simplicata
Xanthorhoe simplicata är en fjärilsart som beskrevs av Louis Beethoven Prout 1929. Xanthorhoe simplicata ingår i släktet Xanthorhoe och familjen mätare. Inga underarter finns listade i Catalogue of Life.